# Hurtcore
Con il termine hurtcore si intende una forma estrema illegale di pornografia infantile, particolarmente diffusa attraverso il dark web, che comporta lesioni, violenza degradante e abusi sessuali su minori.

## Etimologia
Hurtcore è una parola macedonia che deriva dall'unione dei termini inglesi hurt e hardcore. Il termine è stato utilizzato per la prima volta da Eileen Ormsby, scrittrice australiana autrice di The Darkest Web, libro in cui descrive la pornografia hurtcore come "un feticcio per le persone che si eccitano attraverso il dolore e la tortura inflitti ad un'altra persona non consenziente".

## Diffusione
Molti forum e negozi del dark web sono dedicati alla diffusione e alla compravendita di immagini e video raffiguranti pornografia hurtcore. Tra i più conosciuti ci sono Lolita City e Childs Play, ma il più popolare tra gli utenti del web sommerso era Hurt2TheCore, un sito di Tor realizzato da Matthew David Graham, arrestato nel 2014, che divenne noto come "Re dell'hurtcore" e che è ancora oggi conosciuto come uno dei peggiori distributori di materiale pedopornografico al mondo, insieme al collega Peter Gerard Scully, il realizzatore del video Daisy's Destruction.